# Marquesado de Guáimaro
El marquesado de Guáimaro es un título nobiliario español creado por la reina Isabel II de España el 5 de junio de 1860 a favor de José Mariano Borrell y Lemus, coronel de milicias de las Cuatro Villas y gran cruz de la Orden de Isabel la Católica, en agradecimiento a los servicios y méritos militares de su padre, José Mariano Borrell y Padrón, que fue coronel del Batallón de Milicias Realistas del rey Fernando VII, así como alcalde de la ciudad de Trinidad en la isla de Cuba.
Su denominación hace referencia al municipio de Guáimaro, en la provincia de Camagüey, Cuba.

## Marqueses de Guáimaro
|                                  | Titular                                              | Periodo                          |                                  |
| Creación por Isabel II de España | Creación por Isabel II de España                     | Creación por Isabel II de España | Creación por Isabel II de España |
| -------------------------------- | ---------------------------------------------------- | -------------------------------- | -------------------------------- |
| I                                | José Mariano Borrell y Lemus                         | 1860 -1864                       |                                  |
| II                               | Ricardo del Valle y Lersundi                         | 1917-1969                        |                                  |
| III                              | Ricardo del Valle-Lersundi y del Valle               | 1971-1982                        |                                  |
| IV                               | María de los Ángeles del Valle-Lersundi y del Valle  | 1983-1988                        |                                  |
| V                                | Felisa María de Icíar del Valle-Lersundi y del Valle | 1990-1999                        |                                  |
| VI                               | Fernando del Valle-Lersundi y del Valle              | 1999-2002                        |                                  |
| VII                              | Beatriz del Valle-Lersundi y Fierro                  | 2006-2014                        |                                  |
| VIII                             | Eduardo Alejandro Borrell y Martely                  | 2015-actualidad                  |                                  |

## Historia

### Antecedentes
El padre del I marqués de Guáimaro fue José Mariano Borrell y Padrón (baut. Trinidad, 24 de febrero de 1761), hijo del capitán Pablo Borrell y Soler, natural de Mataró, y de su segunda esposa, Ángela Josefa Padrón y Ximénez de Valdespino. Una de las hermanas de José Mariano fue María del Carmen Borrell y Padrón (baut. Trinidad, 15 de marzo de 1763) que contrajo matrimonio el 27 de febrero de 1786 con Pedro José de Iznaga y Pérez de Vargas. Estos últimos fueron padres de:
- José Antonio de Iznaga y Borrell, casado con Francisca del Valle y Castillo,[5] padres de:
  - María de la Natividad Iznaga y del Valle (baut. 20 de septiembre de 1816), que se casó el 10 de enero de 1836 con Antonio Modesto del Valle y Castillo (baut. 23 de junio de 1788-19 de junio de 1863).[6][7]  Padres de:
    - Modesto Lorenzo del Valle e Iznaga, casado con María Isabel de Lersundi y Blanco, padres del II marqués de Guáimaro, Ricardo del Valle y Lersundi.[8]

### Titulares
- José Mariano Borrell y Lemus (Trinidad, Cuba, 6 de octubre de 1813-5 de junio de  1864), I marqués de Guáimaro. A él se le acreditaron las decoraciones murales hechas a la casa vivienda del ingenio de Guáimaro, así como a las del Palacio Cantero (actual Museo Municipal de la ciudad de Trinidad) hechas por Daniel D'Alaglio y Graude, arquitecto, pintor y escenógrafo italiano nacido en Roma en 1804. El marqués residió en el Palacio Cantero y después lo vendió a su prima hermana, María Monserrate Fernández de Lara y Borrell en 1841, que un año después contrajo matrimonio con Justo Germán Cantero, nombre por el cual es conocido el suntuoso edificio. La casa del marqués de Guáimaro, situada en la calle Media Luna, número 18, esquina a Galdos, es actualmente la sede de la Oficina del Conservador de la Ciudad de Trinidad. Es también conocida por el nombre de Palacio Borrell.

José contrajo matrimonio el 28 de octubre de 1836 con María Concepción Villafaña y Galeto. Tuvieron dos hijos, Pablo y Federico. El primero renunció al título a favor de su hermano por escritura de 17 de agosto de 1857 ante Cipriano Villafuerte. Federico, por otro lado, se casó en diciembre de 1865 con María Inés Gallardo y Hortelano. Tampoco dejaron descendientes.
- Ricardo del Valle y Lersundi (1884-1967), II marqués de Guáimaro,[9] por Real Carta de Sucesión del 23 de febrero de 1917,[10] fue hijo de Modesto Lorenzo del Valle e Iznaga  y de María Isabel de Lersundi y Blanco, II condesa de Lersundi.[8]

Contrajo matrimonio en 1907 con Francisca María de la Caridad del Valle e Iznaga (n. 1877). Tuvieron dos hijos: María de los Ángeles y Ricardo. Después del fallecimiento del II marqués, sus hijos y otros parientes reclamaron el título, Le sucedió su hijo en 1971.
- Ricardo del Valle-Lersundi y del Valle III marqués de Guáimaro.[12] Fallecido sin descendencia, le sucedió su hermana.

- María de los Ángeles del Valle-Lersundi y del Valle, IV marquesa de Guáimaro.[13] Fallecida sin descendencia, la sucedió su prima Felisa, hija de un hermano de su padre, Fernando del Valle y Lerisundi y además de una hermana de su madre, Ana Antonia del Valle e Izniaga.[14]

- Felisa María de Icíar del Valle-Lersundi y del Valle (¿?-2006), V marquesa de Guáimaro[15]

Contrajo matrimonio con el diplomático y periodista Ekkehard Tertsch (1906-1989) y tuvo tres hijos: Wilhelm, Hermann y Juan Fernando. En 1999, su hermano Fernando reclamó sus derechos sobre el marquesado y la Real Carta de Sucesión expedida en 1989 a su favor fue cancelada siendo expedida de nuevo a favor del nuevo marqués.
- Fernando del Valle-Lersundi y del Valle (m. Madrid, 17 de marzo de 2002),[16] VI marqués de Guáimaro.[17]

Contrajo matrimonio con Victoria Fierro y Santamaría y tuvo dos hijas: Beatriz, que le sucedió, y Pilar.
- Beatriz del Valle-Lersundi y Fierro, VII marquesa de Guáimaro.[18]

- Eduardo Alejandro Borrell y Martely, VIII marqués de Guáimaro.[19]